# Мейен, Артур
Артур Ме́йен, встречается написание Мейген (англ. Arthur Meighen, 16 июня 1874 — 5 августа 1960), оригинальное произношение фамилии Ми́эн (ˈmiːən) — канадский политик, премьер-министр Канады в 1920—1921 и 1926 годах, представлявший Консервативную партию.

## Биография
Артур Мейен, достигший больших успехов ещё в школе и бывший секретарём школьного Литературного общества, получил математическое образование в Университете Торонто, законченный им в 1896 году, после чего стажировался в юриспруденции в школе Осгуд-Холл и работал юристом и учителем, занимался также предпринимательской деятельностью. В 1904 он женился на Изабель Кокс, с которой имел троих детей.
В 1908 Мейен был впервые избран в канадскую Палату общин от одного из округов в Манитобе, а в 1913 стал Генеральным прокурором в правительстве Роберта Лэрда Бордена. В 1917 он стал государственным секретарём и министром горных дел и в том же году был одним из основным сторонников идеи введения всеобщего воинского призыва в период Первой мировой войны и дачи права голоса солдатам для усиления позиций правительства на предстоящих выборах, незадолго до которых Мейен стал министром внутренних дел и по делам индейцев. На этом посту Мейен, с 1919 вновь занявший и кресло министра горных дел, руководил созданием компании Канадских железных дорог и подавлением всеобщей забастовки в Виннипеге.
В 1920 после отставки Бордена Мейен возглавил правительство, став первым и на данный момент единственным премьер-министром Канады из Манитобы. Мейен стремился сохранить созданную Борденом в период войны юнионистскую коалицию с частью либералов, однако ему, непопулярному на западе страны за подавление стачки и на востоке за участие в введении воинской повинности, это не удалось. На выборах 1921 года большинство мест получили либералы под руководством Уильяма Лайона Макензи Кинга, одногодка Мейгена и его соперника ещё во время учёбы в университете. Либералы даже уступили второе место фермерской Прогрессивной партии, а Мейген потерял кресло в парламенте, хотя уже в следующем 1922 году вновь прошёл в парламент от одного из округов Онтарио на довыборах и стал лидером оппозиции.
В этот период Мейен выступал за участие канадских войск на стороне Великобритании в наметившемся конфликте с Турцией после атаки войск последней на базу в Чанаке в 1922, против чего резко выступил премьер-министр Макензи Кинг. В 1925 Кингу, сформировав правительство меньшинства при поддержке Прогрессивной партии, удалось удержаться на посту премьер-министра, хотя консерваторы получили наибольшее количество мест. Однако в следующем году после коррупционного скандала правительству Кинга был вынесен вотум недоверия, после чего генерал-губернатор Канады Джулиан Бинг отклонил его просьбу о досрочных выборах и поручил Мейену сформировать новое правительство, которое, однако, не получило парламентской поддержки и уже через два месяца было повержено либералами на досрочных выборах, давших им абсолютное большинство, причём Мейен вновь потерял кресло в парламенте, после чего оставил пост лидера Консервативной партии в пользу Хью Гатри.
В 1932 по рекомендации консервативного премьер-министра Ричарда Бэдфорда Беннета Мейен был назначен в Сенат Канады от Онтарио, где стал лидером фракции консерваторов. В 1941 он был вновь избран лидером консерваторов после отставки Роберта Мэниона, выступившего против всеобщей воинской повинности с началом Второй мировой войны. Мейен стремился к созданию правительства национального единства с либералами, но Кинг предпочёл сотрудничество с социалистической Кооперативной федерацией Содружества, а ушедший из Сената Мейен не смог получить место в Палате общин и ушёл в отставку с поста лидера консерваторов, переименовавшихся после этого в Прогрессивно-Консервативную партию.
Мейен скончался в Торонто в 1960 году, прожив после ухода с поста премьер-министра 33 года и 10 месяцев, что делает его наиболее долго живущим бывшим премьер-министром. Помимо этого Мейген был первым премьер-министром Канады, родившимся после получения статуса доминиона в 1867 году.